# 아라야 A. 하게이트
아라야 A. 하게이트(태국어: อารยา เอ ฮาร์เก็ต, 영어: Araya A. Hargate, 1981년 6월 28일~)는 태국의 배우, 모델, 사회자이다.